# Ibrahim Sadeh
Ibrahim Mohammad Sami Sadeh (arabisch ابراهيم سعادة; * 27. April 2000 in Zarqa) ist ein jordanischer Fußballspieler.

## Karriere

### Verein
In der Saison 2018/19 schloss sich Ibrahim Sadeh al-Jazeera an. Nach ein paar Jahren hier, ging es für ihn dann bei al-Hussein weiter. Von Januar bis Mai 2023 wurde er an al-Zawraa in den Irak verliehen. Seit Sommer 2023 steht er in Katar bei al-Khor unter Vertrag.

### Nationalmannschaft
Sein erstes bekanntes Spiel im Trikot der jordanischen A-Nationalmannschaft war eine 0:1-Freundschaftsspielniederlage gegen Tadschikistan. Hier stand er in der Startelf und wurde zur 62. Minute für Saleh Rateb ausgewechselt. Nach weiteren Freundschaftsspieleinsätzen folgten für ihn dann auch noch weitere Partien in der Qualifikation für die Weltmeisterschaft 2022.
Beim Arabien-Pokal 2021 gehörte er zum Kader. Er wurde in allen Partien eingesetzt und erreichte mit seinem Team das Viertelfinale. Anschließend folgten noch einige weitere Freundschaftsspiele, die dann in der Nominierung für die Asienmeisterschaft 2024 mündeten.